# Musikprocessen
Musikprocessen kallas en beryktad rättegång, som 1800 anställdes i Consistorium Minus vid Uppsala universitet mot sju akademiska medborgare (och medlemmar av "Juntan") med anledning av deras "strejk" som musiker i Kungliga Akademiska Kapellet vid en fest till firande av Gustav IV Adolfs kröning. 
Orationer för att prisa den nye kungen skulle hållas i Gustavianum av Erik Abraham Almquist, själv medlem i juntan, e.o. professor i teologi, för universitetet, och Olof Kolmodin d.y. som studenternas representant. Sedan skulle musiken ta vid. Den spefulle oppositionsmannen G.A. Silverstolpe, anmodad att medverka som violoncellist, hade intalat kapellmästaren Leijel att till spelning vid festen välja Bataille de Fleurus av Franz Metzger. Emellertid upptäcktes, att däri förekom den på högsta ort synnerligen misshagliga "Marseljäsen", och rektor förbjöd styckets utförande. I stället fann de spelande på notställen en symfoni av Haydn. Flera av dem, däribland åtskilliga medlemmar av juntan, förklarade sig då inte kunna spela ett obekant stycke samt avlägsnade sig, varefter de återstående tre musikerna åstadkom en musik så usel, att den framkallade åtlöje och nära nog skandal. 
Med anledning av uppträdet väcktes åtal mot dem, som avlägsnat sig, och trots att Hans Järta steg in i processen efter en tid uppvisade glänsande kvick försvarsadvokatyr blev Silverstolpe (till stor del genom intriger från professorshåll) avsatt från docenturen, för alltid förvisad från Uppsala och dömd att göra avbön. Flera av de andra juntamedlemmarna förlorade sina titlar och förvisades från akademin under en period av år. En dömdes till 8 dagars fängelse att verkställas i universitetets proba. Director musices Leijel dömdes förlustig sitt ämbete. Domen överklagades först hos universitetskanslern och sedan hos kungen. Domen ändrades såtillvida att Leijel fick behålla sitt ämbete, men erhöll en varning.
Rättegången kom att innebära dödsstöten för Juntan, men torde även ha medfört försämrat anseende för kungamakten.